# Adolf Hühnlein
Adolf Hühnlein, (12. september 1881 i Neustädtlein - 18. juni 1942 i München), var en tysk officer. Han var øverstbefalende for Nationalsozialistisches Kraftfahrkorps (NSKK) i 1934–1942.

## Udmærkelser
Adolf Hühnleins udmærkelser
- Jernkorset af anden klasse
- Jernkorset af første klasse
- Æreskorset
- Tyske orden: 22. juni 1942 (posthumt)
- NSDAP- partitegn i guld
- Blodordenen

### Trykte kilder
- Klee, Ernst (2007). Das Personenlexikon zum Dritten Reich (tysk) (2 udgave). Frankfurt am Main: Fischer Taschenbuch Verlag. s. 273. ISBN 978-3-596-16048-8.